# Free Bricks 2: Zone 6 Edition
Free Bricks 2: Zone 6 Edition è un EP collaborativo dei rapper statunitensi Gucci Mane e Future, pubblicato il 14 novembre 2016 dalle etichette Freebandz e 1017 Records.

## Descrizione
Le canzoni dell'EP sono state prodotte da Southside, London on da Track, Metro Boomin e Zaytoven.
È un seguito del mixtape Free Bricks, pubblicato nel 2011 dagli stessi Gucci Mane e Future.
Il 23 novembre è stato pubblicato sul canale YouTube di WorldStarHipHop il video ufficiale di Selling Heroin.

## Tracce
1. RR Trucks – 3:10 (testo: Radric Davis, Nayvadius Wilburn e Joshua Luellen – musica: Southside)
2. Selling Heroin – 4:07 (testo: Davis, Wilburn, Luellen e London Holmes – musica: Southside e London on da Track)
3. Die a Gangsta – 3:42 (testo: Davis, Wilburn, Luellen e Leland Wayne – musica: Southside e Metro Boomin)
4. Kind a Dope – 2:46 (testo: Davis, Wilburn e Xavier Dotson – musica: Zaytoven)
5. All Shooters – 2:41 (testo: Davis, Wilburn, Luellen e Wayne – musica: Southside e Metro Boomin)
6. Zone 6 – 3:29 (testo: Davis, Wilburn e Dotson – musica: Zaytoven)